# Enallagma novaehispaniae
Enallagma novaehispaniae – gatunek ważki z rodziny łątkowatych (Coenagrionidae). Występuje w Ameryce i jest szeroko rozprzestrzeniony – od południa USA (stany Arizona i Teksas) po Argentynę i Brazylię.